# Lukács István (kereskedő)
Lukács István József (Pécska, 1920. február 20. – Temesvár, 1958. szeptember 1.) kereskedő, részt vett a Szoboszlay Aladár vezette romániai, kommunista hatalommal szemben való ellenállási mozgalomban, amiért halálra ítélték és kivégezték.

## Élete
Lukács István szülei Arad megyei kisiparosok voltak. Megnősült, és hamarosan három gyermek édesapja lett. 1939-ben átszökött a román-magyar határon, ahol a vádirat szerint a Szálasi Ferenc vezette Nyilaskeresztes Párt tagja lett, ez azonban csak kitaláció, mivel a kommunista hatalom így próbálta bebizonyítani a mozgalom fasiszta kötödését.
1945-ben hazatért Romániába, ahol 1948-ban szabotázsért 2 hónapi, majd 1954-ben „szolgálati hanyagságért” 4 hónapi börtönbüntetésre ítélték. 1949-ben ismerkedett meg Szoboszlay Aladárral, az ő lakásán hallgatták a Szabad Európa Rádió, és az Amerika Hangja adásait. Szoboszlay először Lukács Istvánnal ismertette a Keresztény Demokrata Párt létrehozására vonatkozó terveit. Lukács István több személyt beszervezett, már 1952-ben elkészítette a mozgalom címerét. Szoboszlai Aladár 1956 júliusában hivatalos útlevéllel Magyarországra utazott. Előzetesen Lukács Istvánnal egyeztetett arról, hogy Magyarországon kiket kellene megnyerni az egyidejű, magyar-román felkelésnek. Szoboszlay Lukács Istvánnal közölte először, hogy a felkelés tervezett időpontja 1956. augusztus 28., majd október 28. Lukács István lett volna a pécskai fegyveres felkelés vezetője. Győzelem esetén felfegyverzett embereivel átkelt volna a határon, hogy egyesüljenek a magyarországi forradalmárokkal.
1957. szeptember 20-án letartóztatták, majd a Kolozsvári III. Hadtest hadbírósága hazaárulás vádjával – nyolcadrendű vádlottként – 1958. május 30-án golyó általi halálra ítélték. A Legfelsőbb Törvényszék Katonai Kollégiuma 1958. július 24-én hozott döntésével az alapfokon hozott ítéletet helybenhagyta. A Nagy Nemzetgyűlés elnöksége a kegyelmi kérvényt 1958. augusztus 22-i döntésével visszautasította. Az ítéletet 1958. szeptember 1-jén a Securitate temesvári börtönében végrehajtották. A golyó általi kivégzésről jegyzőkönyv készült, Lukács Istvánt társaival együtt 2010-ben rehabilitálták, holttesteik azonban máig ismeretlen helyen nyugosznak.